# 大连俄国建筑

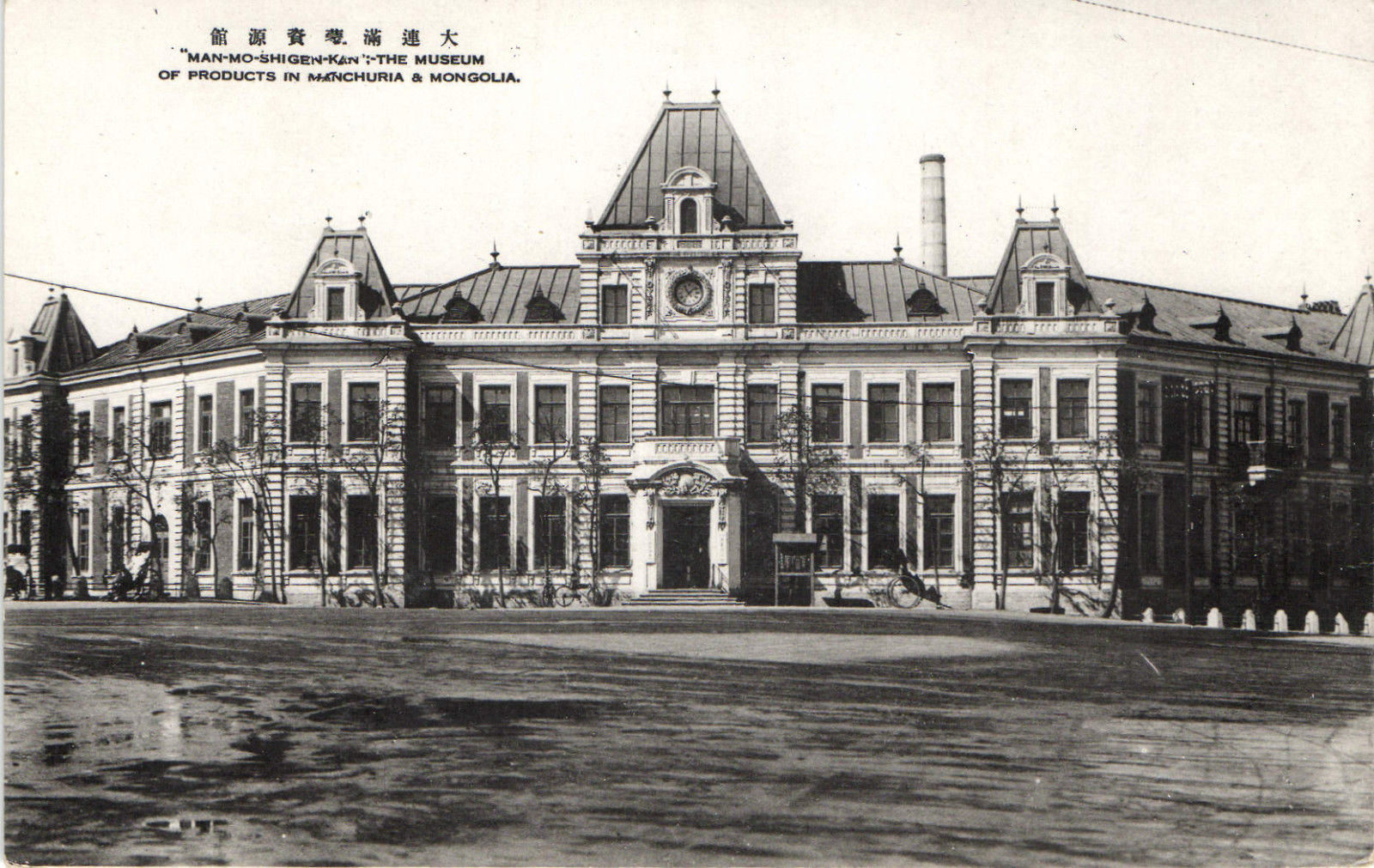
日占时期的大连满蒙资源馆

大连俄国建筑位于中国辽宁省大连市西岗区，1996年被列为第四批全国重点文物保护单位。大连俄国建筑即位于烟台街的达里尼市政厅。
该建筑建于1900年，原为沙俄占领旅大时期的行政中枢——达里尼市政府办公大楼，日俄战争后，日本将其改作“满洲资源馆”，1945年抗日战争结束后，易名为“东北地方志博物馆”，1959年改为大连自然博物馆。该建筑由俄国人设计，地上二层，地下一层，钢混结构，建筑面积4899平方米。部分建筑结构已老化毁损，目前已不对外开放。